# Antônio Ederaldo de Santana
Antônio Ederaldo de Santana (* 16. April 1975 in Olindina, Bahia) ist ein brasilianischer römisch-katholischer Geistlicher und Bischof von Irecê.

## Leben
Antônio Ederaldo de Santana studierte Philosophie und Theologie an der Katholischen Universität von Salvador und absolvierte anschließend ein Aufbaustudium im Bereich Jugendpastoral. Der emeritierte Bischof von, Alagoinhas, Jaime Mota de Farias, spendete ihm am 16. Juli 2002 die Diakonenweihe. Am 22. Dezember desselben Jahres empfing er in seinem Geburtsort Olindina durch Mota de Farias Nachfolger Paulo Romeu Dantas Bastos das Sakrament der Priesterweihe für das Bistum Alagoinhas.
Nach zwei Jahren der Tätigkeit in der Pfarrseelsorge und als Diözesankoordinator für die Jugendpastoral wurde er 2005 Kaplan an der Kathedrale des Bistums Alagoinhas. Ab 2006 war er bis zu seiner Ernennung zum Bischof Pfarrer der Gemeinde Nossa Senhora do Livramento in Rio Real. Von 2007 bis Anfang 2021 war er zudem Generalvikar des Bistums. Nach der Ernennung des bisherigen Bischofs Paulo Romeu Dantas Bastos zum Bischof von Jequié verwaltete er das Bistum Alagoinhas während der Sedisvakanz als Diözesanadministrator. Nach der Amtseinführung des neuen Bischofs Francisco de Oliveira Vidal am 17. Dezember 2022 ernannte ihn dieser erneut zum Generalvikar.
Papst Franziskus ernannte ihn am 23. September 2023 zum Bischof von Irecê. Der Bischof von Alagoinhas, Francisco de Oliveira Vidal, spendete ihm am 25. November desselben Jahres im Roberto-Santos-Stadion in Rio Real die Bischofsweihe. Mitkonsekratoren waren der Erzbischof von São Salvador da Bahia, Sérgio Kardinal da Rocha, und sein Amtsvorgänger als Bischof von Irecê, Tommaso Cascianelli CP.